# Star Fire
Star Fire è un videogioco arcade sparatutto in prima persona spaziale pubblicato a fine 1978 da Exidy. Nel 1983 Epyx lo pubblicò per i computer Atari 8-bit e Commodore 64, con il titolo Starfire, in edizione abbinata insieme a un'altra conversione di arcade della Exidy, Fire One, come parte della serie Arcade Classics. L'aspetto delle astronavi e il tipo di carattere del titolo mostrato a video sull'arcade sono palesemente tratti dal film Guerre stellari, ma senza averne l'autorizzazione.
Star Fire è stato il primo arcade a salvare una tabella dei record con la possibilità per il giocatore di inserire le proprie iniziali.
È anche ritenuto il primo arcade con un cabinato di tipo cockpit completo, ossia con una struttura con tettuccio e parziali pareti che racchiude il giocatore seduto come in una cabina di pilotaggio, o perlomeno fu uno dei primi.
Nel 1979 uscì un seguito arcade, Star Fire II, ma era piuttosto un aggiornamento, con una tabella punteggi migliorata e modifiche minime.
Nel 1982 uscì una versione dell'arcade intitolata Rolling Star Fire, pubblicata dalla Sigma Enterprises, dove il cabinato con seduta è dotato di meccanismi idraulici che muovono fisicamente il giocatore in varie direzioni simulando il volo.
Una versione rétro di Star Fire, homebrew commerciale, è stata prodotta nel 2003 per Atari 2600.

## Modalità di gioco
Il giocatore pilota un'astronave nello spazio tridimensionale e ha una visuale in prima persona frontale, su uno sfondo stellato, con un mirino fisso al centro. Si controllano l'inclinazione destra-sinistra e su-giù e la velocità dell'astronave e si può sparare con un laser quadruplo verso il mirino. I caccia nemici, simili a TIE fighter visti di fronte a distanze variabili, viaggiano in tutte le direzioni e sparano palle di fuoco.
Sul fondo dello schermo c'è un pannello con diversi indicatori ed eventuali messaggi di testo; ci sono un indicatore della velocità, un piccolo radar che mostra la posizione relativa dei nemici vicini, il punteggio e il carburante.
I caccia variano tra tre colori, che corrispondono a tre diversi punteggi se distrutti. Ogni tanto passa un'astronave pirata marcata "Exidy" vista di lato, che attraversa lo schermo da sinistra a destra, e vale un maggior bonus di punteggio.
Quando un bersaglio è vicino al mirino compaiono due indicatori a scala graduata in sovraimpressione che lo inquadrano, e se il giocatore riesce a puntarlo il nemico viene bloccato sotto tiro per un certo lasso di tempo e lo si può colpire con facilità.
Se si viene colpiti dai nemici i caccia tornano al colore di minor valore, ma a parte questa penalizzazione l'astronave non viene mai distrutta. Il game over avviene per esaurimento del carburante, ossia del tempo. Ogni volta che si raggiunge un certo obiettivo di punteggio si riceve del tempo aggiuntivo. Nell'arcade si può ottenere più tempo anche inserendo più monete, fino a un massimo di 20. La tabella dei punteggi migliori riporta 20 record diversi, a seconda di quante monete sono state usate.
Nelle conversioni per home computer ci sono alcune differenze sostanziali. Si utilizza il solo joystick e non si può variare la velocità dell'astronave. La cadenza di tiro è più rapida, ma i laser si surriscaldano se usati molto frequentemente o se si viene ripetutamente colpiti, quindi per sparare di nuovo bisogna attendere che l'indicatore si raffreddi. Ci sono esplicitamente 16 livelli e si avanza di livello quando si ottiene un tempo bonus grazie all'obiettivo di punteggio. Oltre ai nemici si possono incrociare asteroidi da evitare.

## Sviluppo
Star Fire è opera principalmente di David Rolfe (programmazione) e Ted Michon (progetto hardware). Nel 1977 Rolfe aveva appena finito l'università e Michon, laureatosi due anni prima, era ingegnere elettrico e aveva già lavorato all'arcade Night Racer della Micronetics, dal quale derivò Night Driver. Quell'anno uscì il film Guerre stellari, Michon ne era appassionato e volle realizzare un gioco sull'argomento. Michon lavorava per la Midway e progettò una macchina arcade basata su microprocessore e con video a colori, entrambe caratteristiche ancora rare all'epoca, che secondo Rolfe non erano mai state utilizzate insieme in un videogioco prima.
Michon chiese a Rolfe di sviluppare il programma, mentre Michon e la moglie (Susan Olsen) si occuparono della grafica stile Guerre stellari. Si pensò di ottenere in seguito la licenza ufficiale sul film, o in caso contrario di modificare la grafica quanto basta per evitare problemi legali, ma alla fine rimase così.
Nel tardo 1977 Michon fondò con due ex compagni di università la Technical Magic Inc., che divenne l'azienda sviluppatrice del gioco.
Verso la fine dello sviluppo la Midway fu insoddisfatta di Star Fire e rinunciò, così Michon trovò un nuovo compratore nella Exidy, che acquisì il gioco già finito, realizzando da parte sua solo il cabinato.
L'idea innovativa dei record con le iniziali del giocatore venne da una discussione tra i due autori, che cercavano come dare più fascino al gioco. Pensarono che al giocatore piacerebbe in qualche modo essere ricordato e che avevano abbastanza RAM per memorizzare i nomi. Secondo Rolfe faticarono un po' per capire come permettere al giocatore di digitare il nome senza tastiera, ma trovarono un metodo usando i comandi dell'astronave, che oggi sembrerebbe ovvio, ma all'epoca non lo era.
L'arcade Fire One fu sviluppato successivamente sullo stesso hardware di Star Fire, sempre da Rolfe. Assieme al semisconosciuto Kreepy Krawlers e al mai completato The Last Starfighter, sono gli unici giochi attribuiti alla Technical Magic.
La licenza per le conversioni per home computer fu acquisita dalla Epyx, all'interno di un gruppo di sei arcade della Exidy e della Midway di qualche anno prima, presentato come la collana Arcade Classics, uscita nel 1983. Già all'epoca, secondo il presidente della Epyx Michael Katz, la ricerca di mercato mostrava un notevole interesse dei videogiocatori nei classici arcade del passato. Gli Arcade Classics usciti effettivamente furono quattro.
Il codice sorgente della versione Star Fire II è stato reso pubblico nel 2020.

## Accoglienza
Star Fire ebbe un certo successo negli USA, dove la rivista Replay di fine 1979 lo classificò come il settimo arcade più gettonato dell'anno. Era un gioco innovativo, che divenne uno dei contributi durevoli della Exidy alla storia dei videogiochi.
Le conversioni domestiche, uscite in raccolta con Fire One qualche anno dopo, rappresentavano giochi datati e poco originali, e ricevettero alcuni pareri contrastanti dalla critica. Negli USA la rivista Ahoy! (Commodore 64) apprezzò la convenienza dei due giochi insieme e trovò Starfire semplice e niente di nuovo, ma comunque piacevole. MACE (Atari 8-bit) lo trovò invece molto noioso, e superato dal più complesso Star Raiders. Nel Regno Unito Your 64 (C64) valutò piuttosto bene (4 su 5) la raccolta, e ritenne Starfire un tipo di gioco decisamente già visto, ma uno dei migliori del suo filone. Al contrario Zzap!64 (C64) diede un giudizio molto negativo a Starfire e a Fire One, in quanto entrambi molto invecchiati.